# コウ・ウラキ
コウ・ウラキ (Kou Uraki) は、OVA作品『機動戦士ガンダム0083 STARDUST MEMORY』に登場する架空の人物で、同作の主人公。声優は堀川亮。

## 設定概要
地球連邦軍の士官で、劇中当初の階級は少尉、19歳。ナイメーヘン士官学校卒業。初期設定では両親をコロニー落としで失っている設定があったようだが本編では採用されていない。
ニンジンが大の苦手で、山盛りのそれを睨んでチャック・キースにからかわれるなど幼さの残る一面もある。一方でニナ・パープルトン曰く「乗るMSの性能を限界まで引き出せる」「戦局の未来予測の精度が高い」という長所から、当時の最新型MSであるガンダム試作1号機や、連邦軍でも類を見ない特殊機体であるガンダム試作3号機を短期間で乗りこなし、多大な戦果を挙げている。
ライバルであるアナベル・ガトーとは、同じくニナに好意を持ったうえ、初対面でGPシリーズを目の前にして意気投合する、戦闘時に説教されて咄嗟に納得してしまうなど、敵味方ではあるが一部に共通した価値観を持っている。
なお、ガンダムシリーズのアニメ作品において、物語開始時点から軍人の主人公はコウが初である。
加登屋みつる版コミカライズでは温和ながらも負けず嫌いで気丈な性格に改変されており、ガトーの説教に真っ向から反論している。

## 劇中での活躍

### トリントン基地
士官学校卒業後、オーストラリア・トリントン基地に配属され、テストパイロットとなる。
一年戦争でMSに大きく興味を持ったことから、趣味の一環として研究心を持つようになった。アルビオンが来航した際には、搭載されていると思しきガンダムタイプのMSを許可も得ず見学し、ニナらに追い出される。しかし、僅かな時間見ただけでガンダム試作1号機、ガンダム試作2号機両機体の特性を把握するなど、MSへの観察眼の高さを見せた。
その日の夜中にガトーがアルビオンのデッキに潜入して試作2号機を強奪する場面に遭遇、残されていた試作1号機に飛び乗り、ガトーの行く手を阻もうとする。しかし、ガトーの足元にもおよばずに軽くあしらわれた上に「未熟」と罵られ、彼の逃亡を許してしまう。

### アルビオン編入後
志願して試作2号機追撃作戦に参加、アルビオンの正規クルーとなる。初戦以来ガトーに大きな敵愾心を燃やし、いつか雪辱を果たすことを胸に作戦に参加していくが、彼と同じく歴戦のパイロットであるシーマ・ガラハウにも敗北し試作1号機のパイロットとしての自信を喪失する。また、ニナとの関係に悩んだことなども重なり、コウはアルビオンを降りて月面都市フォン・ブラウン市を彷徨い、元ジオン軍のケリィ・レズナーと出会う。
ケリィは、愛機のモビルアーマー (MA) ヴァル・ヴァロを修復してパイロットへの復帰を期しており、その手伝いの中で彼との交流や敵として戦場で再会した際の決闘が、コウにMSパイロットとしての再起を促すことになる。また、その後の作戦にて直属の上司であるサウス・バニングが殉職、このことがコウを人間的にも成長させていく。なお、この時に戦時階級として中尉に昇進している。
しかし、戦局がデラーズ・フリートの優位に進んだうえ、連邦軍上層部とシーマ艦隊の裏取引の障害となったアルビオンは、連邦軍内部からも忌避され始める。コンペイ島宙域で開催された観艦式へ試作2号機を駆るガトーによる核攻撃が行われた直後、試作1号機フルバーニアンで一騎討ちを挑み、試作2号機を大破させるが、同時に自機も大破して作戦自体は失敗に終わる。

### コロニー落とし阻止
さらなるデラーズ・フリート追撃のため、アナハイム・エレクトロニクスの保有するドック船ラビアンローズに最新鋭の試作3号機の受領に向かうが、ナカッハ・ナカトらによる待機命令によって妨害される。それを無視して試作3号機を強奪すると、デラーズ・フリートが画策する「星の屑作戦」の真の目的であるコロニー落としを阻止するため、ガトー分艦隊旗艦ペール・ギュントなど多数の戦艦や敵機を殲滅する。しかし、並のパイロットでは扱いかねる機能を持つ試作3号機で戦い続ける代償として、肉体的にも精神的にも追い詰められており、補給のために一時帰還した際にはコックピット内で栄養剤を自ら注射していた。そして、その激戦の中で自らが所属する連邦軍の腐敗にも直面して衝撃と怒りを覚えた結果、連邦側に寝返っていたシーマ艦隊を襲撃、壊滅させる。
コロニー落下の阻止限界点が迫る中、軌道の最終調整を行うためにその内部へ侵入したガトー、それを追跡して来たコウ、そしてガトーの元恋人であったニナの三者が直接対面することになるが、ガトーを銃撃しようとした際にはニナから銃口を向けられ、ショックを受ける。ガトーの仕上げによってコロニーの地球への落下は不可避となり、再び試作3号機に乗り込んでガトーのノイエ・ジールと最後の決着に挑む。たび重なるデラーズ・フリートとの戦いで飛躍的な成長を遂げていたが、次第に銃撃を受けて負傷した状態のガトーに追いつめられていく。
まもなく、敵味方が入り乱れる戦場へ発射されたソーラ・システムIIが直撃した結果、試作3号機は大破したもののそのコアMSであるステイメンは無傷で助かる。コウはステイメンのコックピット内で気絶していたが、ガトーはコウに手を下すことなく去っていく。その後、気絶から目覚めたコウは、戦場を混乱に陥れてソーラ・システムIIを起動させたバスク・オムの座乗艦に向け、絶叫しながら届かぬ銃撃を行なった。

### デラーズ紛争後
試作3号機の無断使用の罪状により、軍事裁判にかけられる。裁判では紛争中に感じた連邦軍の体制に対する疑問から黙秘を貫き、1年の懲役刑を言い渡される。しかし、翌年には軍上層部が一連の事件の真相を隠蔽したため、ガンダム開発計画は「無かったこと（登録抹消）」とされ、GPシリーズが登録抹消されるに伴い、コウも罪状が消滅して釈放された。
その後は再び少尉として北米オークリー基地に赴任してニナと再会し、物語はそこで終わる。なお、映画版ではこのシーン自体が無く、テロップで罪状消滅のみが示され、以降については描かれることなく物語は終わる。
なお、画面と会話から確認できる総撃墜スコアは、試作2号機を含むMS16機、MA1機、ムサイ4隻、ザンジバル1隻、コムサイ1隻で、エース・パイロット級である。そのことから後に幻の撃墜王の異名をとったとされるが、真偽は定かではない。

## 他作品での活躍
『機動戦士ガンダム ギレンの野望シリーズ』
ゲーム中の戦闘においてザクIと交戦すると、「史上初のMS」と戦えることに感激する台詞がある。
『アクシズの脅威』、『アクシズの脅威V』ティターンズ (ジャミトフ)シナリオ時、またアライメントが高いとティターンズに加入する。
『機動戦士ガンダム0083カードビルダー』
デモシーンにおいて、ニナと生活を共にしていると思える描写があり、その際にバスクのティターンズ結成演説をテレビで視聴している。
『機動戦士ガンダム ガンダムVS.ガンダム』
PSP版では、試作1号機で出撃して勝利すると、他の機体について批評する演出が発生する。
例：ガンダムエクシア（機体から散布された粒子について、および機動力との関係性について）、デスティニーガンダム（大出力の武器を正常に運用できるだけの出力の裏付けについて。換装せずに遠・中・近距離に対応できることについて）。
『SDガンダム GGENERATION モノアイガンダムズ』
携帯型ゲームソフトでオリジナルストーリーとして、ガトーとの戦いに勝利するも連邦軍がティターンズ色が強くなり、エゥーゴに参加する。その際に負傷して保護されていたガトーと再会し、お互いを認め合って共にティターンズらと戦った。また、『SDガンダム GGENERATION DS』でも、デラーズ・フリート以後はエゥーゴに参加しており、月面アンマン市でアーガマ隊に合流するという独自描写がある。
『Another Century's Episode 2』
主人公であるタック・ケプフォードがトリントン基地にてサウス・バニングの監督で最新鋭機ガンアークのテストをしている裏でジムの動きに悪態をついていた。その後は原作と同じくガトーに強奪された試作2号機を止めるため試作1号機で交戦、そのまま試作2号機追撃のためタックと共にアルビオン隊に加わる。デラーズ紛争後も原作同様「なかったこと」として扱われ事件の記録と共にアルビオンの存在が抹消されるものの、地球連邦軍に替わって実権を握った連合宇宙軍のミスマル・コウイチロウ直属の特務遊撃部隊として再編成されアルビオンが軍務に復帰、この部隊に所属することとなる。以後もタックと共にエンディングまでアルビオン隊の一員として戦い続けるため全編通して登場しており、その意味では主人公に非常に近い立ち位置となっている。なお、原作中における機械に強い描写を活かしてか、ギガノス機動要塞攻略の際には別作品の兵器であるマイクロウェーブ照射用の発電衛星の解説をケーン・ワカバに行っている。
世界観を共有し後日談を描いた続編である『Another Century's Episode 3 THE FINAL』における消息は『機動戦士ガンダム0083 STARDUST MEMORY』が参加しておらず作中で話題にも挙がらないため不明。

## 搭乗機
- MS-06F2 ザクIIF2型（連邦軍仕様）
- RX-78GP01 ガンダム試作1号機（ゼフィランサス）
  - ゼフィランサス（チョバム・アーマー装備）、ゼフィランサス（アクア装備）、GアーマーII（夏元雅人による漫画『機動戦士ガンダム0083 REBELLION』に登場）。
- RX-78GP01-Fb ガンダム試作1号機フルバーニアン
  - 重装フルアーマー・バーニアン（漫画『機動戦士ガンダム0083 REBELLION』）
- RX-78GP03 ガンダム試作3号機（デンドロビウム）
  - RX-78GP03S ガンダム試作3号機（ステイメン）
- RMS-106 ハイザック（漫画『機動戦士ガンダム0083 REBELLION』）。

## 評価
『愛と戦いのロボット 完全保存版』で発表されたアンケート「みんなで選ぶロボットアニメーションベスト100」では、「一番カッコイイヒーローは？」で第84位にランクインした。